# Lambda Pegasi
Lambda Pegasi (λ Pegasi / 47 Pegasi / HD 215665) és un estel en la constel·lació del Pegàs, ocasionalment coneguda amb el nom de Sadalpheretz. De magnitud aparent +3,97, es troba a 365 anys llum del sistema solar.
Lambda Pegasi és un gegant groc —encara que també ha estat catalogat com supergegant— de tipus espectral G8II-III. Té una temperatura efectiva compresa entre 4650 i 4775 K. La seva lluminositat és 400 vegades superior a la del Sol i posseeix un diàmetre 30 vegades més gran que el diàmetre solar. Gira sobre si mateix amb una velocitat de rotació de 8,0 km/s, si bé aquest és un límit inferior que depèn de la inclinació del seu eix de rotació.
Lambda Pegasi posseeix una metal·licitat comparable a la del Sol, amb un contingut de ferro en relació al d'hidrogen lleugerament per sota del valor solar (aproximadament el 82 % del mateix). La seva massa s'estima entre 3,7 i 4 masses solars. Quant al seu estat evolutiu, es pensa que en el seu nucli està començant la fusió nuclear de l'heli en carboni i oxigen. Finalitzarà la seva vida com un nan blanc amb 3/4 parts de la massa del Sol.